# Anacrisis
Anacrisis (Anakrisis) era el nom que es donava a l'antiga Grècia a la investigació preliminar que feien els magistrats o (quan era adient) l'arcont, abans de portar un cas criminal davant d'un tribunal de justícia.